# Adrian Błocki
Adrian Błocki (né le 11 avril 1990) est un athlète polonais spécialiste de la marche, champion national sur 50 km en 2013.

## Biographie
En 2013, Adrian Błocki devient champion national en devançant son frère ainé Damian.

## Palmarès
| Date | Compétition           | Lieu           | Résultat | Épreuve      | Temps           |
| ---- | --------------------- | -------------- | -------- | ------------ | --------------- |
| 2013 | Championnats du monde | Moscou         | 21e      | 50 km marche | 3 h 51 min 0 s  |
| 2015 | Championnats du monde | Pékin          | 11e      | 50 km marche | 3 h 49 min 11 s |
| 2016 | Jeux olympiques       | Rio de Janeiro | 15e      | 50 km marche | 3 h 51 min 31 s |

## Records
| Épreuve      | Performance     | Lieu    | Date         |
| ------------ | --------------- | ------- | ------------ |
| 20 km marche | 1 h 25 min 55 s | Gdansk  | 28 août 2010 |
| 50 km marche | 3 h 47 min 16 s | Dudince | 19 mars 2016 |